# Sistema monofàsic

Voltatge en un sistema de corrent monofàsic.

Un  sistema de corrent monofàsic  és la distribució de l'electricitat que consta d'un únic corrent altern o una única fase i, per tant, tot el voltatge varia de la mateixa manera. En aquest sistema tots els voltatges del subministrament varien a l'uníson. La distribució monofàsica de l'electricitat es fa servir quan les càrregues són principalment d'il·luminació i de calefacció, amb pocs grans motors elèctrics. Un subministrament monofàsic connectat a un motor elèctric de corrent altern no produirà un camp magnètic giratori; els motors monofàsics necessiten circuits addicionals per a engegar-se, i aquests motors són poc usuals per sobre dels tipus de 10 o 20 kW. El voltatge i la freqüència d'aquest corrent depenen del país o regió. 230 i 110 volts són els valors més estesos per al voltatge i 50 o 60 hertz són els valors més estesos per la freqüència.